# Cardiocondyla schkaffi
Cardiocondyla schkaffi é uma espécie de formiga do gênero Cardiocondyla, pertencente à subfamília Myrmicinae.